# Каристос
Ка̀ристос (на гръцки: Κάρυστος) е крайбрежен град на остров Евбея в Гърция с население около 5000 жители (12 000 в общината).

## География

### Положение
Намира се в крайната южна част на острова, в полите на планината Охи. Градът заема централно място в залива Каристос, ограден от полуостров Паксимади на запад и нос Бурос на изток.

### Комуникации
Намира се на 124 km южно от Халкида, с която го свързва гръцкият национален път EO44. От Атина е достъпен с ферибот през Мармари от пристанището на Рафина.

## История
В античността Каристос е известен с находищата си на зелен мрамор със слоеста структура, познат като каристийски мрамор (на латински: marmor carystium) или чиполин (на италиански: Marmo cipollino). По склоновете на планината Охи в местността "Κύλινδροι" (Кѝлиндри, Колоните) край село Милия има стара мраморна кариера от римско време с няколко изоставени ствола на мраморни колони.

## Община
Община Каристос е създадена при реформата на местното самоуправление в 2011 г., като част от плана Каликратис, чрез сливането на 4 общини, които стават общински единици:
- Кафирей
- Каристос
- Мармари
- Стира

След гръцката война за независимост градоустройственият му план е изготвен от известния баварски строителен инженер Бирбах в средата на XIX век.